# داريل ميتشيل
داريل ميتشيل (بالإنجليزية: Daryl Mitchell)‏ (16 فبراير 1988 في نيوزيلندا - ) هو لاعب كريكت نيوزلندي. لعب مع Northern Districts men's cricket team ‏.

## وصلات خارجية
- داريل ميتشيل على موقع إي آس بي آن كريك إنفو (الإنجليزية)